# Конєва Марина Олександрівна
Марина Конєва — (нар. 19 жовтня 1987, Харків) — українська тхеквондистка. Брала участь у літніх Олімпійських іграх 2012 року. Вона виграла бронзову медаль на Чемпіонаті Європи з тхеквондо 2008 року